# Чарльз Ротшильд
Чарльз Ротшильд (англ. Charles Rothschild; 9 травня 1877 — 12 жовтня 1923) — англійський банкір та ентомолог, член родини Ротшильдів.

## Біографія
Чарльз Ротшильд був сином Натана Ротшильда, 1 барона Ротшильда. Його старшим братом був Волтер Ротшильд, 2 барон Ротшильд. У Волтера не було дітей, тому титул барона Ротшильд перейшов до сина Чарльза Віктора Ротшильда.
Чарльз працював у родинному банку N M Rothschild & Sons. Був причетний до створення золотопереробного заводу Ротшильда, винайшов різноманітні пристрої для видобування золота. Він також став головою компанії Alliance Assurance Company.
Ротшильд вважається піонером природоохоронної діяльності в Британії, він був засновником першого природного заповідника у Великій Британії. У 1915 році опублікував «Список Ротшильда» (англ. The Rothschild List), в якому перераховано 284 природних угідь, що потребують захисту.

### Ентомологія
Чарльз Ротшильд присвятив багато часу вивченню ентомології та природознавства. Зібрав величезну колекцію з 260 000 бліх, яка тепер зберігається в Музеї природознавства; Він описав близько 500 нових видів бліх. У 1901 році під час експедиції у місті Шенді у Судан описав пацюкову блоху (Xenopsylla cheopis) та довів, що вона є основним переносником чуми.
У 1923 році Чарльз Ротшильд захворів енцефалітом. Щоб уникнути страждань, Ротшильд покінчив життя самогубством.

## Шлюб
У 1907 році Ротшильд одружився з угорською єврейкою Рожикою Едль фон Вертгаймштайн (1870—1940). Вона народилася в 1870 році в Нагівараді, Австро-Угорщина (нині румунське місто Орадя), дочка офіцера армії на пенсії, барона Альфреда Едлера фон Вертгаймштайна. Розіка був однією із семи дітей у сім'ї. З Чарльзом познайомилися під час полювання на метеликів у Карпатах. Після одруження 6 лютого 1907 року вони жили в Трінг і в Лондоні. У них народилося четверо дітей. Рожика померла 30 червня 1940 року.

### Діти
- Міріам Луїза Ротшильд (1908—2005), зоолог
- Елізабет Шарлотта Ротшильд (1909—1988)
- Віктор Ротшильд (1910—1990)
- Кетлін Енні Панноніка Ротшильд (1913—1988)